# Kievit

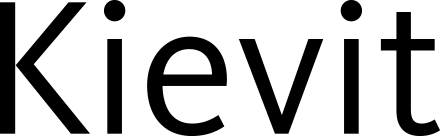

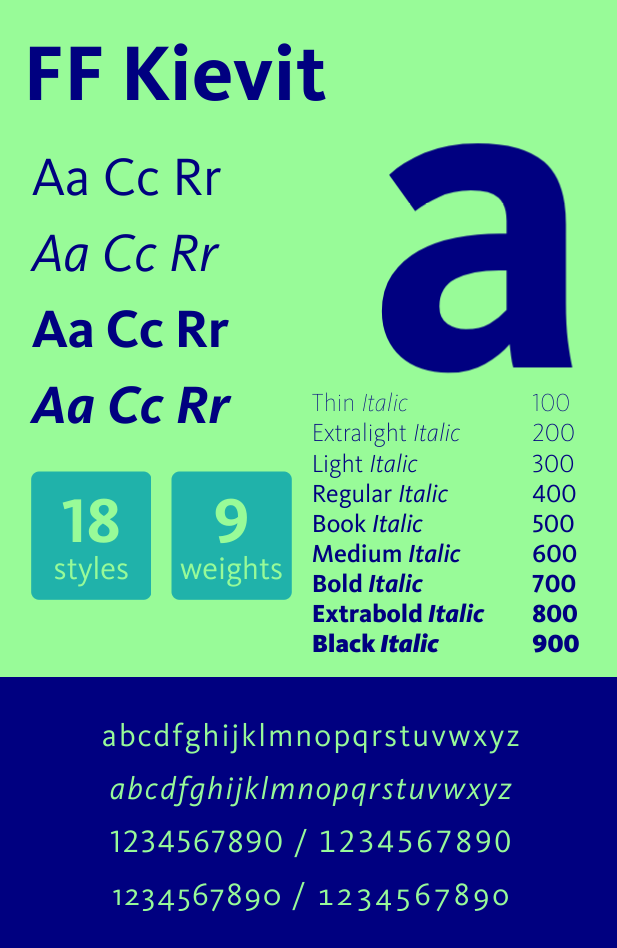

Die FF Kievit ist eine von Mike Abbink gestaltete Schriftart, die innerhalb der FontFont-Schriftenbibliothek von FSI FontShop International herausgegeben wird. In Deutschland wurde die Schriftart als Hausschrift der CDU und der DKV Deutsche Krankenversicherung bekannt. Auch die Stadt Mannheim verwendet sie für ihr Corporate Design. Seit 2013 ist ein Derivat der FF Kievit, die WDR Sans, eine der drei Hausschriften des Westdeutschen Rundfunks. Der Type Directors Club hat die FF Kievit im Jahre 2001 als besonders gelungene Schriftkomposition ausgezeichnet, ebenso die International Society of Typographic Designers.

## Merkmale
Die FF Kievit benutzt relativ große Punkte. Gerade für Sprachen mit Umlauten ist sie daher gut geeignet. Die FF Kievit orientiert sich an klassischen Serifen-Schriften, unterscheidet sich aber durch ein kleines g aus der Antiquafamilie. Die Kleinbuchstaben haben Oberlängen mit Ausnahme des t. Die FF Kievit verwendet zudem Mediävalziffern.

## Zur Verwendung der FF Kievit als Hausschrift der CDU

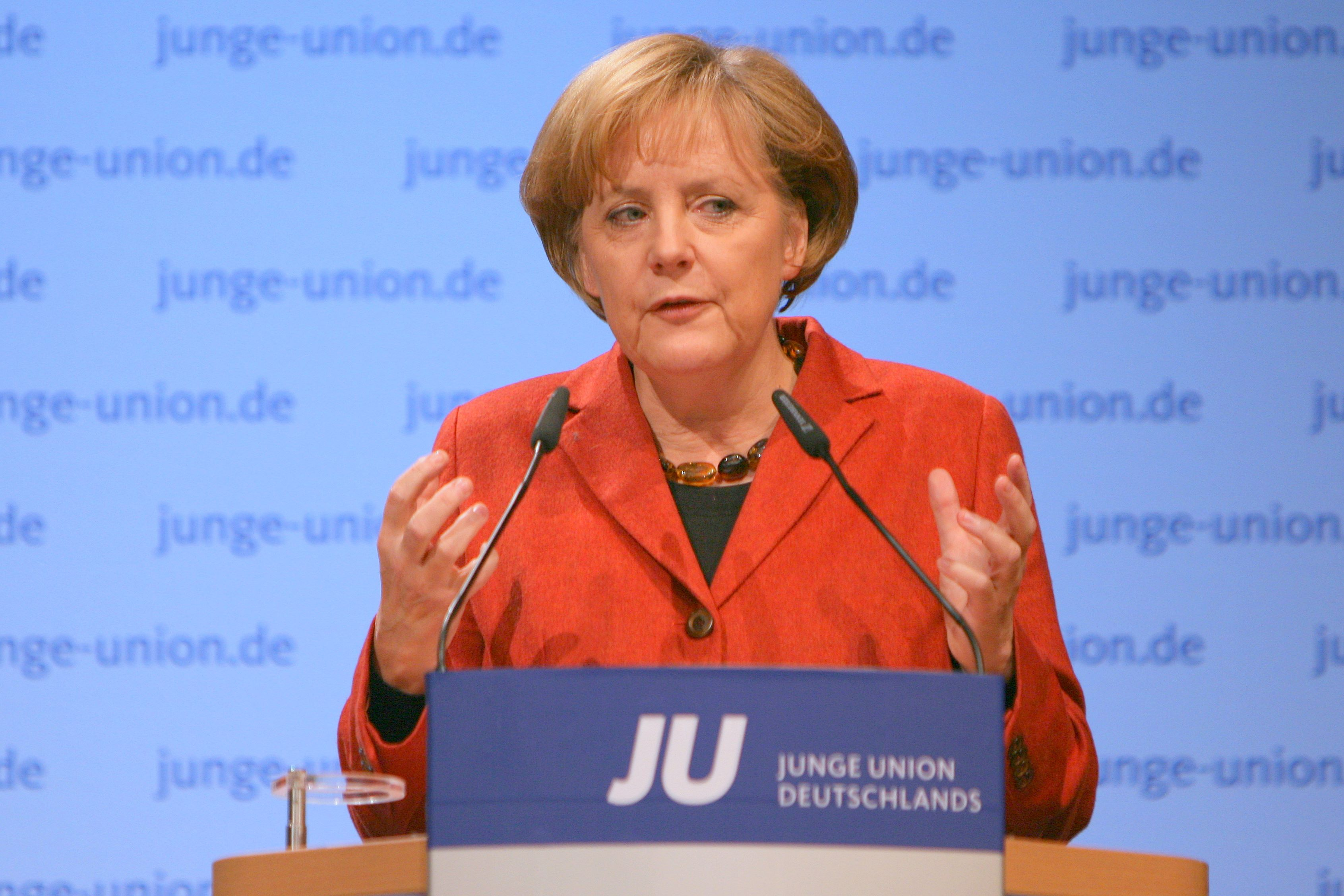
Angela Merkel bei einer Tagung der Jungen Union im November 2008. Slogans und Schriftzüge gesetzt in FF Kievit

Die FF Kievit wurde von der CDU erstmals für den Bundestagswahlkampf 2005 verwendet. Man wollte damals eine moderne, eigenständige und gut lesbare Schrift verwenden. Sie löste die Franklin Gothic als Hausschrift der CDU ab.